# Exciter (Band)
Exciter ist eine mit Beginn der 1980er Jahre in Erscheinung getretene kanadische Speed-Metal-Band. Sie gilt heute als einer der Vorreiter des Thrash Metal, der ebenfalls in den frühen 1980er Jahren aufkam.

## Bandgeschichte

### 1978–1990
Exciter wurde 1978 unter dem Namen Hell Razor in Ottawa gegründet. Gründungsmitglieder waren der Schlagzeuger Dan Beehler und der Bassist Allan Johnson, die schon acht Jahre zusammen Musik gemacht hatten, und der Gitarrist John Ricci, dessen Band zum selben Zeitpunkt auseinandergefallen war. Dass Beehler auch sang, war zunächst eine Notlösung, die sich jedoch etablierte. Im Mai 1979 wurde der Name in Exciter, nach einem Judas-Priest-Lied, geändert.
1980 wurde ein Demo aufgenommen, das zwei Lieder enthält. Es wurde an Mike Varney von Shrapnel Records geschickt. Dieser benutzte das Titellied World War III 1982 für seinen Sampler U.S. Metal Vol. II. Kurz zuvor, am 27. August 1982, eröffnete Exciter ein Black-Sabbath-Konzert der „Mob Rules Tour“ in Ottawa und spielte dort ihr komplettes bisheriges Repertoire. Die erste LP Heavy Metal Maniac erschien dann 1983 bei Shrapnel. Sie war in Europa zuerst nur als Importversion erhältlich. 25.000 verkaufte Exemplare zum Einstieg waren ein beachtliches Ergebnis, erst recht für ein Nischenlabel. Der messerhaltende ins Bild ragende Arm sollte zum wiederkehrenden Plattencover-Motiv der Anfangsjahre werden. Bandintern wurde die zum Arm gehörende Figur „East Side Slasher“ genannt. Tourneen als Vorgruppe von Motörhead, Riot und Accept (1985 in Deutschland) folgten.
Im Februar 1984 erschien der Nachfolger Violence & Force bei Megaforce Records, denn von Jon Zazulas Firma versprach sich die Band eine bessere Promotion. Bei Metallica und Anthrax lief es jedenfalls rund. Kurz danach war auch das Debüt über Megaforce in Europa erhältlich. Es folgte eine Tournee mit Anthrax und die erste US-Tournee im Vorprogramm von Mercyful Fate. Die Albumverkäufe erreichten inzwischen die 75.000er-Marke. Es war zudem eine Tournee zusammen mit Metal Church geplant, die jedoch aufgrund des zu geringen Kartenverkaufs abgesagt wurde.
Das Album Long Live the Loud erschien im Mai 1985 bei der Plattenfirma Music for Nations. Eine Europatournee mit Accept und eine US-Tournee mit Motörhead und Megadeth folgten. Als letzte Veröffentlichung mit John Ricci erschien gegen Ende des Jahres eine EP namens Feel the Knife. Dem Gitarristen waren undiplomatische Bandentscheidungen mit negativen Auswirkungen sauer aufgestoßen. Seiner Meinung nach war dies der Grund dafür, dass zum Beispiel Megadeth und Anthrax den Durchbruch schafften, während Exciter zurückgeworfen wurde. Ihn ersetzte Brian McPhee. Die drei dadurch zusammengeführten Musiker kannten sich aus einer früheren gemeinsamen Bandzugehörigkeit. Seitdem war McPhee nicht über den Status als Mitglied verschiedener Bar-Bands hinausgekommen.
Dem in Nick Masons (Pink Floyd) Londoner Studio produzierten und 1986 veröffentlichten Album Unveiling the Wicked folgte eine Europatournee mit Manowar und wieder einmal Motörhead. Auch in Brasilien trat Exciter im Herbst im Vorprogramm von Venom auf und konnte in den Begeisterungsstürmen der zahlreich erschienenen Südamerikaner schwelgen. Dabei präsentierte sich Exciter nicht mehr im exzessiven Leder- und Nieten-Outfit, sondern von der bewegungshinderlichen Last befreit. Man wolle nicht wie jede x-beliebige Thrash-Band aussehen, sich davon abheben, so wie man sich aufgrund des nicht vorhandenen singenden Frontmanns gegenüber anderen Bands deutlich sichtbar abgrenze.
Doch bald galt der Vorsatz nicht mehr: Dan Beehler bediente auf dem nächsten, selbstbetitelten Album nur noch das Schlagzeug. Das Album ist auch unter dem Namen O.T.T. bekannt. Die Position des Sängers war an Shmoulik Avigal von der niederländischen Band Picture abgegeben worden, der sich allerdings von The Rods abwerben ließ. Dann ging die Aufgabe auf Jimmy Kunes (Ex-Savoy Brown, später Cactus) über, was auch nicht von Dauer war. Sie wurde schließlich von Rob Malnati übernommen. Eine Tournee durch Kanada schloss sich an die Veröffentlichung des Albums an, doch in Johnson war der Entschluss gereift, die Karriere komplett aufzugeben und so wurde es still um die Band, zumal die Verkäufe rückläufig waren und die Fans maulend abwanderten.

### 1991–1995
Erst 1991 machte Exciter wieder von sich reden, als nämlich die Reunion der klassischen Besetzung angekündigt wurde. Daraus wurde jedoch nichts, weil sich Allan Johnson nach zwei Proben ohne Angaben von Gründen gegen einen Einstieg entschied, sodass Exciter in der Besetzung Dan Beehler (Schlagzeug), John Ricci (Gitarre) und David Ledden (Bass) zurückkehrte. Ledden hatte eine musikalische Vergangenheit bei einer Exciter-Vorband 1987 namens Crypt, genauso wie es bei Malnati, der der Beinahe-Reunion nun zum Opfer fiel, der Fall gewesen war. Dan Beehler hatte wieder den Gesang übernommen. Als erste Veröffentlichung gab es das Lied Born to Kill für die Kompilation Capitol Punishment auf des neuen Managers eigenem Label. 1992 wechselte Exciter zur deutschen Plattenfirma Noise Records. Dort erschien im selben Jahr ihr sechstes Album Kill After Kill. Mit den Label-Kollegen von Rage gingen die drei Exciter-Musiker gleichberechtigt als Co-Headliner auf eine dreiwöchige Europatournee. 1993 erschien ihr erstes Live-Album Better Live than Dead, auf dem auch Jeff McDonald zum ersten Mal als Bassist zu hören ist. Das Live-Album war nach drei Bootlegs das erste offizielle Live-Album. Es besteht nur aus Liedern der ersten drei Alben, die melodischen Stücke wurden ausgespart.
Nachdem zu unterschiedlichen Zeiten und mit unterschiedlichen Konsequenzen zuvor schon Ricci und Johnson eine Krise wegen des erlahmenden Banderfolges durchlebt hatten, hatte ein ähnliches Gefühl der Resignation Beehler – laut Ricci nach der Rage-Tour auf dem Heimflug – überkommen, wodurch die Band nun fürs Erste auf Eis lag.

### 1996–2013

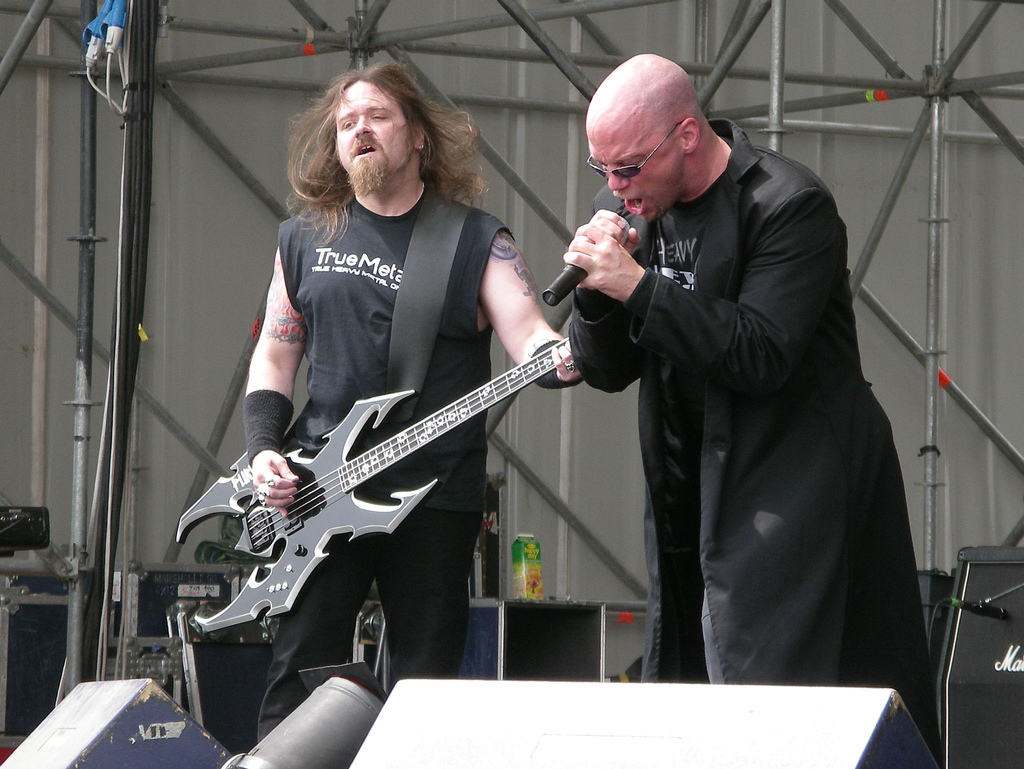
Exciter (2005)

1996, nach dreijähriger Pause, zeigte sich die Band wieder in neuer Besetzung, die aus John Ricci (Gitarre), Jacques Bélanger (Gesang), Rik Charron (Schlagzeug) und dem mit ihm nicht verwandten Marc Charron (Bass) bestand. Bereits von 1985 bis 1990, als Ricci nicht der Formation angehört und mit Blackstar die Region bespielt hatte, hatte Bélanger an seiner Seite gestanden. 1997 erschien das Album The Dark Command auf dem französischen Label Osmose Productions, das zu dieser Zeit vor allem Black-Metal-Bands unter Vertrag hatte. Ende November tourte Exciter zusammen mit Anvil und Flotsam and Jetsam durch Deutschland. Im März 1999 verkrachten sich Ricci und Bélanger dermaßen, dass es zur Trennung kam. Bereits im Spätsommer 1998 war die Veröffentlichung eines neuen Albums angekündigt worden. Durch die Trennung verzögerte sich diese jedoch noch weiter. Neuer Sänger wurde im Mai Steve D. Carter, der von 1990 bis 1992 in Ottawa bei der Band Dead Calm aktiv gewesen war. Nach einer Aussprache im September war der alte Zustand wiederhergestellt. Daraufhin konnten die Gesangsparts für Blood of Tyrants, das – neben der Sängerabsenz auch wegen eines Studiowechsels – etwas verspätet im Juli 2000 ausgeliefert wurde, von Bélanger eingesungen werden. Im selben Jahr spielte die Band auf dem Bang Your Head. 2001 folgte ein weiterer Festivalauftritte, dieses Mal auf dem Wacken Open Air. Aufgrund künstlerischer Differenzen verließ der Sänger im September 2001 erneut die Band, 2002 folgte der Ausstieg von Marc Charron.
Die neue Besetzung mit John Ricci, Rik Charron und den im Winter 2002/2003 hinzugestoßenen Bandmitgliedern Rob Degroot (Gesang) und Paul Champagne (Bass) wurde 2003 bekanntgegeben. Kaum drei Monate Mitglied, stieg Degroot wieder aus. Mit Rückkehrer Jacques Bélanger wurde schnell Ersatz gefunden. Im Juni 2003 stieg wiederum der neue Bassist aus. 2004 erschien New Testament. Das Album enthält neue Versionen alter Lieder. Die Bass-Spuren wurden von John Ricci eingespielt, bevor mit Rob „Clammy“ Cohen noch im selben Jahr ein neuer Bassist einstieg. Unterdessen mischte der ebenfalls aus Ottawa stammende Annihilator-Bandchef Jeff Waters die frühen Platten neu ab, da diese allesamt neu aufgelegt werden sollten. 2005 spielte die Gruppe erneut auf dem Bang Your Head. Im September desselben Jahres betrachtete Dan Beehler, der doch nicht von seiner Passion hatte lassen konnte, sein schlicht Beehler getauftes Bandprojekt als gescheitert.
Im April 2006 schied aus der Exciter-Gruppe wieder einmal der Sänger aus und wurde durch Kenny „Metal Mouth“ Winter ersetzt. Der New Yorker wurde aufgenommen, nachdem es mit fünf Kandidaten aus Ottawa nicht recht hatte klappen wollen. Deshalb war die Formation erst im Oktober wieder komplett. 2007 trennte sich die Band von Osmose Productions. 2008 spielte die Band auf dem Rock-Hard-Festival in Gelsenkirchen. Ende Februar 2008 veröffentlichte sie ihr nächstes Album Thrash Speed Burn bei Massacre Records. Im selben Jahr spielte die Gruppe auf dem Rock Hard Festival. Zweieinhalb Jahre später war das nächste Werk Death Machine fertiggestellt. 2012 spielte die Band auf dem 70000 Tons of Metal.

### Seit 2014
2014 verkündete die Band überraschend, ohne John Ricci weiterzumachen, da dieser ausgestiegen ist. Somit besteht die Band nicht nur ohne Originalmitglied, sondern auch ohne ein Mitglied, das auf einem der ersten sieben Alben zu hören ist. Es wurde behauptet, er wolle sich vom Musikgeschäft zurückziehen. Am 11. April 2014 gab John Ricci seinerseits die Reunion von Exciter im Original-Line Up mit Dan Beehler, Alan Johnson und ihm bekannt. Der erste Auftritt der „neuen alten“ Exciter war am 24. April 2015 auf dem deutschen Keep-It-True-Festival in Lauda-Königshofen. Er sagte zudem, dass der Ausstieg aufgrund persönlicher Differenzen mit einem der Mitglieder erfolgt sei. Er wolle nur aktuell Abstand von der Musik gewinnen, die Ruhestandsmeldungen seien eine „Übertreibung“. Für Juli 2015 ist zudem ein dritter Auftritt auf dem Bang Your Head geplant.
Die ursprüngliche Exciter-Besetzung vereinigte sich kurz darauf wieder und spielt ihre erste europäische Show am 25. April 2015 beim Keep It True Festival und spielte im März 2015 beim Defenders of the Old Festival in New York. Ein neues Reunion-Album war für 2019 geplant, ist aber nach dem Ausscheiden von John Ricci in Frage gestellt. Im Oktober 2018 wurde Daniel Dekay als Ersatz für John Ricci angekündigt.

## Stil

### Musik
The International Encyclopedia of Hard Rock and Heavy Metal aus dem Jahr 1983 bezeichnete das Debüt der Band damals noch als Hard Rock und als Alternative zu Raven und Judas Priest.
In ihrer Anfangszeit bezeichnete Andreas Kraatz vom Musikexpress Exciter zusammen mit anderen damals neuen Metal-Bands wie Torch, Metallica, Slayer, Tsunami, Bitch, Great White, Sortilège, Barón Rojo und Mercyful Fate als in ihrem Stil und ihrer „Wahl musikalischer Mittel […] – oder aber auch konventionelle Muster – […] weder ‚new‘ noch im eigentlichen Sinne ‚in‘. Vielmehr orientieren sich auch diese Bands – wie vor ihnen Iron Maiden oder Def Leppard – an der Tradition, an den Größen, die die betreffenden Kapitel der Rockgeschichte geschrieben haben.“, Bitch, Metallica, Exciter und Torch seien „nur die talentierte Spitze eines Eisberges, der sich mit aller Macht bemerkbar macht“. Die „Zukunft des Heavy Metals“ seien sie aber „sicher nicht in dem Sinne, daß da musikalisch grundlegend Neues auf uns zukommt. […] Die Zukunft des Heavy Metals ist sie insofern, als sie die Tradition in eben diese Zukunft fortführt.“ Joel McIver stellte im Buch Extreme Metal II gleichfalls fest, dass der Thrash- und Speed-Metal der Band zwar wichtig für die damalige Szene war, aber nicht innovativ genug, um wirklich herausragend zu sein. „Wir versuchen, die Wucht von Black Sabbath, das Tempo von Judas Priest und die rhythmische Elastizität von Saxon einzufangen, vermischen dies miteinander und hoffen, daß dabei etwas herauskommt, was wie Exciter klingt“, zitiert Kraatz den Gitarristen John Ricci bezüglich der Komposition des Debütalbums Heavy Metal Maniac von 1983. Dieses gilt inzwischen als eines der ersten Speed-Metal-Alben. Folglich würdigt die Metalpresse das Album seit Jahren mit Bezeichnungen wie „absolutes Killeralbum“ „Kultalbum“, „Klassiker“, „Meilenstein“, „Musikgeschichte“, ja, es habe „damals die Welt aus den Angeln“ gehoben. Die Rock Hard Enzyklopädie schreibt: „Die Musik feuert schneller, aggressiver und kompromißloser aus den Boxen, als es sich ein Halswirbel jemals zu träumen gewagt hätte […].“ Matthias Herr (Heavy Metal Lexikon Vol. 2) erfand dafür das Kompositum „Powerspeed“. Lediglich den ersten Begriffsteil verwendet dagegen die Encyclopedia of Popular Music. Das Debüt sei „Motörhead-beeinflusster Power Metal“. Violence & Force behielt den Stil größtenteils bei. Die Rock Hard Enzyklopädie urteilt, es sei „hart wie sein Vorgänger, der Sound deutlich besser, aber die Songs lassen die wohlgeformte Knackigkeit vermissen“. Ihr erfolgreichstes Album Long Live the Loud von 1985 enthält mehr Heavy-Metal-Elemente. Dasselbe Lexikon: „Diesmal ist der Sound noch sauberer, worunter allerdings die Härte leidet.“ Jens Häfner und Matthias Mader merkten im Buch US Metal Vol. 3 die hohe Geschwindigkeit der Lieder auf Heavy Metal Maniac an. Lieder wie Cry of the Banshee und Blackswitch seien Klassiker. Zudem sei es außergewöhnlich, dass der Schlagzeuger gleichzeitig auch der Sänger sei. Dadurch gerate der Gesang zwar gelegentlich aus dem Takt, jedoch würde der Gesang zu Exciter passen. Während man auf Violence & Force die Klasse des Vorgängers nicht erreichte, gehe man auf Long Live the Loud weniger ungezügelt zu Werke. Exciters Frühwerke gelten als prägend für den Thrash bzw. Speed Metal., Ihr erstes Album erschien noch vor den Genreklassikern von Metallica und Slayer. Trotz des zeitlichen Vorsprungs gilt Exciter als Untergrund-Band. Von Exciter beeinflusst wurden unter anderem Minotaur der Klang des Bathory-Albums The Return....... und laut Andreas Himmelstein vom Rock Hard Enforcer
Unveiling the Wicked von 1986 brachte einen Stilwechsel mit sich. Der Thrash- und Speed-Metal-Stil trat weit in den Hintergrund, das Album ist sehr melodisch und am ehesten dem nordamerikanischen Power Metal zuzuordnen. Und so heißt es dann auch in Herrs Metal-Lexikon, es habe einen „Stilwechsel, fort vom kompromißlosen Powerspeed in Richtung Power mit Melodie“ gegeben. Im Metal Hammer stand seinerzeit, es biete „neben superschnellen Songs […] einiges an Melodie“. Während die Rock Hard Enzyklopädie im sich wild gebärdenden Sänger/Schlagzeuger einen heftigen Gegenpart zum ruhiger gewordenen Stil ausmacht, meint die Encyclopedia of Popular Music, ein Müdigkeitsgefühl liege auf dem Werk. Auf dem nächsten, selbstbetitelten Album war schließlich vom alten Speed-Metal-Stil nichts mehr übrig. Mit den Worten der Rock Hard Enzyklopädie ausgedrückt: „Lahmarschige Stücke, verkrampft und verschlafen gespielt, lassen Exciter völlig ausgelutscht erscheinen.“ Auf Exciter habe man weiter Geschwindigkeit herausgenommen und streue nur noch gelegentlich schnelle Passagen ein, formulierten es Häfner/Mader vorsichtiger.
In welcher Zwickmühle sich Exciter befand, verdeutlicht Kill After Kill. Für Andreas Schöwe vom Metal Hammer war die Hauptsache, dass sich die Band kraftvoll und abwechslungsreich zurückmeldete. Auch im Musikexpress lag der Fokus auf der Rückbesinnung. Kill After Kill biete „straighten, speed- und thrash-lastigen Metal ohne überflüssigen Schnickschnack.“ Jürgen Tschamler vom Break Out fühlte sich stark an das Debüt erinnert. Metal Star-Rezensent Olli Kube kritisierte verhalten, es sei ein „leicht antiquiert klingendes Power Metal-Album“. Detlef Dengler hielt sich im Heavy, oder was!? nicht zurück, indem er die Spielart peinlich, weil unzeitgemäß, nannte. Das Resümee in der Rock Hard Enzyklopädie lautet, der „superfette“ Eindruck, den das Album hinterlasse, mache das Angestaubtsein vergessen.
Die Rock-Hard-Buchveröffentlichung fährt bezüglich The Dark Command fort, dieses Album besteche „mit brachialem, rasante[m] Speed Metal alter Schule“. In der Heftausgabe war von True Metal die Rede. Das Iron Pages legte sich auf Power Metal fest.
Blood of Tyrants enthalte bis auf ein paar Ausnahmen schnelle, relativ kurze Nummern mit aufpeitschendem Gesang, polterndem Schlagzeug und fesselnden Riffs, stand im Rock Hard zu lesen.
David Perri schrieb in The Collector’s Guide of Heavy Metal Volume 4: The ’00s über New Testament, dass hierauf die Klassiker der Band zu hören seien, neu aufgenommen, mit einer besseren Produktion und Einflüssen aus dem 21. Jahrhundert. Perri bemängelte jedoch den Klang der E-Gitarren. Das Material sei mit allem ebenbürtig, was Overkill jemals veröffentlicht habe. Auf Thrash Speed Burn sei die Geschwindigkeit der Lieder durchweg hoch. Die Gruppe beweise, dass sie mit dem Alter nicht schlechter werden würde, wie es etwa bei Anvil der Fall sei.
Musikreviews.de bezeichnet Death Machine als „räudigen, punkgefärbten Speed und Thrash Metal der ganz alten Schule“, der „Alibi-Stoff für hängengebliebe hypertrue Mittvierziger-Reste, die alles Neue verteufeln“ sei. Beinahe identisch stellt metal.de fest, Exciter stehe „unverändert für dreckigen, eingängigen Mitgröl-Up Tempo-Speed/Thrash Metal der alten Schule“, wobei die Band „keinerlei Wert auf moderne Einflüsse oder auch nur einen entsprechenden Sound“ lege. Metal-observer.com hat bei der Kategorisierung keine Zweifel, dass es sich um Speed und Thrash Metal handelt; er würde jedoch nicht so zünden wie damals. Der relativ oft wechselnde Musikstil, die fehlende Kontinuität, eigennützige Plattenfirmen und nicht zuletzt ihre Herkunft schmälerten ihren Status in der Szene.
Daniel Bukszan und Martin Popoff geben in ihren Metal-Enzyklopädien folgende Zusammenfassungen ab: Bukszan betont in The Encyclöpedia öf Heavy Metal, dass Exciter neben Anvil eine der ersten bekannteren Speed-Metal-Bands gewesen sei. Zudem würde von manchen behauptet, dass Heavy Metal Maniac eine der ersten Speed-Metal-Alben überhaupt gewesen sei. Im Laufe ihrer Karriere sei die Gruppe weniger aggressiv und melodischer geworden. Popoff befindet sich im Buch The Collector’s Guide of Heavy Metal Volume 2: The Eighties, dass die Band auf Heavy Metal Maniac schnellen und auch etwas innovativen Speed- und Thrash-Metal spielt. Die Gruppe sei zwischen den chaotischen Venom und den reglementierten Metallica einzuordnen. Das Album sei zwar ein Klassiker; rückblickend höre es sich jedoch fast nur nach Krach an. Auf Violence & Force versuche Exciter weiterhin Manowar als „heaviest“ Band Konkurrenz zu machen. Die Geschwindigkeit in den Liedern würde dem Punk gleichkommen. Long Live the Loud weise Punk- und Thrash-Metal-Einflüsse auf, jedoch sei das Album bei weitem nicht so gut gelungen wie die Vorgänger. Auch Unveiling the Wicked biete Speed Metal, der jedoch ein bisschen variabler und ruhiger als die Vorgänger sei. Dennoch sei die Veröffentlichung damals deplatziert gewesen, da anderen Bands zur damaligen Zeit eher mit einer Mischung aus Thrash- und Progressive-Metal experimentiert hätten. Auf dem selbstbetitelten Album bemerke man den Sängerwechsel, dennoch ähnele er dem von Beehler sehr stark. Die Gruppe verabschiede sich vom Thrash Metal im Stil von Venom und Razor. Obwohl die Gruppe die Geschwindigkeit herausgenommen habe, würden die Lieder noch unter vorhersehbarer Musik und Texten leiden. Die Musik könne mit der von Metal Church, Megadeth und Pantera nicht mithalten. Popoff merkt in The Collector’s Guide of Heavy Metal Volume 3: The Nineties an, dass die Band auf Kill After Kill immer noch eine Mischung aus Speed- und Thrash-Metal wie aus dem Jahr 1983 spielt, was mittlerweile jedoch sehr altbacken klinge. Von ihrer Stilrichtung weiche die Gruppe auf The Dark Command nicht ab. Zudem schreibt er, sie klinge, als würde Manowar auf Punk treffen.

### Texte
Einer Vermutung der Musicmight-Website zufolge, nahm bereits Mike Varney wegen der bedrohlichen Inhalte Anstoß an den Texten und legte von sich aus keinen Wert auf eine weitere Zusammenarbeit. Aus welchen Gründen auch immer der Wechsel von Shrapnel zu Megaforce erfolgt war, Kritik an den Texten wurde weiterhin laut.
Um die zum Albumtitel erkorene und damit in einen konzeptionellen Rang gehobene Textzeile „Violence and Force“ wurden weitere Texte „gestrickt“, die im Musikexpress als „schwachsinnig“ bezeichnet wurden.
Jacques Bélanger qualifizierte die Texte der Ricci-Ära, die er kritiklos zu interpretieren hatte, nach seinem ersten Weggang als „wirklich mies“ ab.
Die Website metal-observer.com kritisierte die schludrigen, aus Endloswiederholungen bestehenden, Gewalt thematisierenden, Texte des 2010er-Albums Death Machine.
Auf Kill After Kill verarbeiteten die Musiker ihre negativen Erfahrungen im Musikgeschäft „mit Plattenfirmen, […] Managern, Veranstaltern, Merchandisern und falschen Freunden“ und benannten das Stück nach dem englischen Idiom für „Jeder-gegen-jeden“ Dog Eat Dog.
Allgemein gab Beehler an, die musikalische Aggressivität bezögen sie aus der Unzufriedenheit mit der Mittelklasse, der sie entstammten und die üblicherweise „verwöhnte Arschlöcher“ hervorbringe. Die Texte erzählten von den Schattenseiten des Lebens, von Hass, Gewalt und Verbrechen. „Und die Botschaft darin lautet, sich dagegen zur Wehr zu setzen, für seine Rechte einzutreten, daran zu glauben, was man selbst tut.“

## Diskografie

### Alben
- 1983: Heavy Metal Maniac (Shrapnel Records)
- 1984: Violence & Force (Megaforce Records)
- 1985: Long Live the Loud (Music for Nations)
- 1986: Unveiling the Wicked (Music for Nations)
- 1988: Exciter (Maze Music)
- 1992: Kill After Kill (Noise Records)
- 1997: The Dark Command (Osmose Productions)
- 2000: Blood of Tyrants (Osmose Productions)
- 2008: Thrash Speed Burn (Massacre Records)
- 2010: Death Machine (Massacre Records)

### Live-Alben und Kompilationen
- 1993: Better Live Than Dead (Live-Album, Bleeding Hearts Records)
- 2004: New Testament (Neueinspielungen, Osmose Productions)

### EPs
- 1985: Feel the Knife (Music for Nations)

### Demoaufnahmen
- 1980: World War III
- 1983: Under Attack
- 1983: Heavy Metal Maniac